# Black Swan (bài hát)
"Black Swan" là một bài hát của nhóm nhạc nam Hàn Quốc BTS trong album phòng thu tiếng Hàn thứ tư của nhóm, Map of the Soul: 7 (2020). Bài hát được viết bởi RM, August Rigo, Vince Nantes, Clyde Kelly và Pdogg, với Pdogg đảm nhận khâu sản xuất. Nó được phát hành vào ngày 17 tháng 1 năm 2020 với tư cách là đĩa đơn đầu tiên của album. Về mặt âm nhạc, nó được mô tả là một bài hát hip hop đầy cảm xúc với cloud rap và nhịp trống bẫy. Bài hát sử dụng nhạc cụ guitar theo phong cách lo-fi và có một đoạn điệp khúc "bắt tai". Lời bài hát tràn đầy nội tâm và lời thú nhận của BTS, với tư cách là nghệ sĩ, nỗi sợ mất đi niềm đam mê âm nhạc của họ.
"Black Swan" nhận được nhiều lời khen ngợi từ các nhà phê bình âm nhạc vì lời bài hát "trung thực và thô" và lối sản xuất đen tối, với những so sánh được rút ra với đĩa đơn năm 2018 của nhóm, "Fake Love". Về mặt thương mại, bài hát đã ra mắt ở vị trí số 7 trên bảng xếp hạng Gaon Digital Chart của Hàn Quốc và ở vị trí số 1 trên bảng xếp hạng Billboard World Digital Song Sales của Hoa Kỳ. Bài hát ra mắt ở vị trí số 46 trên UK Singles Chart và ở vị trí số 57 trên Billboard Hot 100 của Hoa Kỳ, ngoài ra còn ra mắt trên các bảng xếp hạng âm nhạc ở một số vùng lãnh thổ khác.
Hai video âm nhạc đi kèm, đều được lấy cảm hứng từ bộ phim cùng tên năm 2010 của Darren Aronofsky, được đạo diễn bởi YongSeok Choi của Lumpens. Video âm nhạc đầu tiên công chiếu đồng thời với việc phát hành đĩa đơn dưới dạng "phim nghệ thuật", bao gồm buổi khiêu vũ diễn giải của nhóm múa đương đại MN Dance Company có trụ sở tại Slovenia. Video âm nhạc thứ hai, được phát hành mà không có bất kỳ thông báo trước, vũ đạo phức tạp và mô tả BTS trở thành một eponym của thiên nga đen trên sân khấu của một nhà hát. Sân khấu ra mắt của "Black Swan", trên The Late Late Show with James Corden, đã nhận được đánh giá nhiều tích cực từ các nhà phê bình, những người khen ngợi buổi biểu diễn "hấp dẫn" và vũ đạo "phức tạp" của nhóm. Sau khi phát hành Map of the Soul: 7, BTS đã quảng bá bài hát bằng các buổi biểu diễn trực tiếp trên truyền hình trong một số chương trình âm nhạc của Hàn Quốc, bao gồm M! Countdown, Music Bank và Inkigayo.

## Bối cảnh
Vào ngày 7 tháng 1 năm 2020, Big Hit Entertainment thông báo rằng BTS sẽ phát hành album phòng thu tiếng Hàn thứ tư của họ, Map of the Soul: 7, vào ngày 21 tháng 2 với hai đĩa đơn. Bài hát được đồng sáng tác bởi Pdogg, RM, August Rigo, Vince Nantes và Clyde Kelly và được sản xuất bởi Pdogg. Theo Yonhap News, "Black Swan", là sự tiếp nối của chủ đề khám phá bản ngã của một người, từ album 2020 của BTS Map of the Soul: Persona lấy cảm hứng từ lý thuyết của nhà tâm lý học Thụy Sĩ Carl Jung và là một khám phá về bản thân bên trong của họ như nghệ sĩ.

## Sáng tác và lời bài hát
"Black Swan" đã được mô tả như là một "bài hát hip hop emo vang vọng" được "hòa tấu với tiếng trống bẫy và giai điệu guitar theo phong cách lo lắng " và có phần rap trên nền tảng đám mây và một bản hook hấp dẫn. Theo Billboard, cảm ứng của nhịp đập bẫy và nhạc cụ guitar nhấn mạnh "những cái móc đan xen, những câu rap và những câu cảm thán của falsetto ". Bài hát được phát hành thông qua phiên bản phòng thu trên nền tảng âm nhạc kỹ thuật số và một "bộ phim nghệ thuật" phát hành cùng. Trong khi bộ phim nghệ thuật có các nhạc cụ có dây nặng với giọng hát capella của BTS, phiên bản phòng thu sử dụng "nhịp đập dồn dập và tiếng guitar synth-y " thay thế "những bản violin đầy tội lỗi". Giọng hát của các thành viên được phân lớp và xử lý cho thấy họ là một đơn vị bảy và âm thanh tối giản thể hiện nội tâm trầm lắng.
"Black Swan" đã được mô tả là "một lời thú nhận của một nghệ sĩ đã thực sự học được ý nghĩa của âm nhạc đối với chính mình". Theo thông cáo báo chí, bài hát thấy BTS lặn sâu "vào bản thân bên trong của họ khi các nghệ sĩ và đối mặt với bóng tối mà họ đã từng che giấu" và "nói lên nỗi sợ rằng một ngày nào đó âm nhạc sẽ không thể di chuyển hay chạm vào họ. Tuy nhiên, khoảnh khắc họ đối mặt với 'Thiên nga đen' trong chính họ, tuy nhiên, họ bị ảnh hưởng bởi một nhận thức nghịch lý rằng âm nhạc là tất cả những gì họ có. "  Trong vở ballet này, BTS sử dụng lời bài hát nội tâm để thể hiện "cảm giác ớn lạnh về cách các nghệ sĩ xem nghề của họ và cảm giác của họ khi tình yêu của họ bị mất". "Trái tim không còn chạy đua / Khi nghe nhạc chơi / Có vẻ như thời gian đã ngừng / Ôi đó là cái chết đầu tiên của tôi / Tôi luôn sợ hãi", Suga hát một cách chán nản, ngay sau đó là những dòng của RM,: "Nếu điều này không thể còn tiếng vang, không còn khiến trái tim tôi rung động, như thế này có thể là cách tôi chết cái chết đầu tiên của mình. Nhưng nếu thời điểm đó là ngay bây giờ thì sao? " 
Bản nhạc được viết bằng phím D nhỏ với nhịp độ là 147 nhịp mỗi phút. Nó chạy trong ba phút và mười tám giây.

## Đánh giá chuyên môn
Khi phát hành, "Black Swan" đã được các nhà phê bình âm nhạc khen ngợi, một số người đã ca ngợi lời bài hát của nó. Viết cho MTV Crystal Bell đã cho rằng bài hát này là " đĩa đơn đen tối nhất " của BTS kể từ " Fake Love " năm 2018 và cho rằng bài hát này là "BTS ở mức thô sơ và không bị lay chuyển nhất", và "sâu sắc và đau đớn hơn: mất cảm giác. "  ' của Triangle Herman ' Billboard đã ca ngợi rằng "sự pha trộn không khí, ám ảnh của các nhạc cụ buồn thảm và nhịp đập" của bài hát "khám phá ý tưởng nghệ thuật về việc rơi vào tình yêu với nghề thủ công của một người giống như cái chết". Raisa Bruner của Time đã liệt kê "Black Swan" trong số năm bài hát hay nhất trong tuần và ca ngợi "tập trung vào chi tiết" của BTS để tạo ra "một mê cung các câu chuyện được kết nối pha trộn hình ảnh với lời bài hát và âm thanh." Cô tiếp tục; "Mong muốn của BTS trong giai đoạn này là thể hiện niềm đam mê nghệ thuật của họ và tác động của nó đến cuộc sống của họ chưa bao giờ được thể hiện rõ hơn."  Dán nhãn "Thiên nga đen" là "trung thực và thô thiển", Rhian Daly từ NME gọi đó là "một đường cong ám ảnh, u sầu" làm lệch hướng "khỏi sự lựa chọn ngay lập tức, thân thiện với đài phát thanh", đưa "nghệ thuật đi trước sự hấp dẫn đại chúng". Sara Delgado của Teen Vogue gọi đó là một "phản xạ" theo dõi đặc trưng "biểu tượng bao quát của con thiên nga đen dùng để gọi 'cái bóng' khái niệm" và tuyên bố "Giống như những nhân vật của Odette và Odile trong Tchaikovsky 's Swan Lake, các thành viên dường như làm nổi bật các tính năng sáng và tối xen kẽ tạo nên diện mạo của chúng tôi. "  Trong bài đánh giá của mình cho Clash, Robin Murray đã xem nó là "một sự trở lại tuyệt vời, điều khiển mẫu nhạc pop hấp dẫn vô cùng của họ vào các cảnh quan bên trái". Vannessa Jackson của E! Tin tức coi đó là "bài hát ấn tượng nhất của họ".

## Video âm nhạc
Một video âm nhạc cho "Black Swan" được đạo diễn bởi YongSeok Choi của Lumpens và được phát hành vào ngày 17 tháng 1 năm 2020. Video này dưới dạng một " bộ phim nghệ thuật " có phần trình diễn vũ đạo diễn giải của đoàn múa hiện đại người Slovenia, đến phiên bản hòa tấu của bài hát. Một video âm nhạc chính thức thứ hai đã được phát hành trên YouTube vào ngày 4 tháng 3 năm 2020 mà không có bất kỳ thông báo nào trước đó. Nó cho thấy BTS biểu diễn trong một nhà hát sang trọng.

### Tóm tắt
Bộ phim nghệ thuật mở đầu bằng một câu nói của huyền thoại khiêu vũ hiện đại Martha Graham, "Một vũ công chết hai lần - một lần khi họ ngừng nhảy, và cái chết đầu tiên này đau đớn hơn", đó là sự phản ánh cá nhân về nghệ thuật của chính nhóm nhạc và lặp lại chủ đề của bài hát. Đoạn video sau đó mờ dần đến một trung tâm bỏ hoang nơi bảy vũ công, theo một đường thẳng, bước vào khung hình. Đoạn video dài năm phút giới thiệu vũ đạo đương đại mang tính biểu tượng "trở nên mãnh liệt, chiến đấu" hơn khi trở thành vũ công chính, biến thành 'thiên nga đen', cố gắng thoát khỏi nanh vuốt của sáu nhân vật bóng tối khác và thoát khỏi lồng đèn. Buổi biểu diễn kết thúc với việc vũ công chính được những người khác giơ lên trời trong khi anh ta vỗ cánh như một con chim. Trực quan, video khám phá "sự vật lộn của những cảm xúc mâu thuẫn" được BTS đưa ra trong lời bài hát như được diễn giải lại bởi các vũ công. Bài hát và video được lấy cảm hứng từ bộ phim Black Swan (2010).
Các bối cảnh của video thứ hai dường như là một nhà hát. Video âm nhạc mở đầu với nhóm mặc áo trắng, đứng trên một sân khấu tối của một nhà hát thân mật. Được bao quanh bởi trần vòm trang trí công phu và đồ đạc mạ vàng trong các cảnh sau, nhóm sau đó được nhìn thấy để thực hiện vũ đạo. Dần dần, chúng biến đổi từ thiên nga trắng sang đen khi chúng tương tác với bóng của chính chúng, ám chỉ chủ đề của album và lời bài hát. Video này cũng thu hút các tài liệu tham khảo về "bóng tối Jungian " cũng như bộ phim tâm lý ba lê năm 2010 của Darren Aronofsky cùng tên.

### Các nhận xét
Cả hai video đều được các nhà phê bình âm nhạc đón nhận tích cực. Stephen Thompson ' NPR ' gọi bộ phim nghệ thuật này là "vũ đạo xa hoa" và chỉ ra cách nó "phản ánh độc đáo thông điệp của bài hát - về mối quan hệ đầy thách thức của các nghệ sĩ với tác phẩm duy trì họ."  Christie D'Zurilla viết cho Los Angeles Times đã dán nhãn video "nghệ thuật". Corey Atad của ET Canada lặp lại những tình cảm tương tự và thừa nhận "điệu nhảy diễn giải tuyệt đẹp". Viết cho Clash, Robin Murray coi đó là "một chiếc đồng hồ hấp dẫn".
Rebecca Alter, trong bài đánh giá của mình cho VARM, đã gọi video âm nhạc thứ hai là "hoàn hảo". Matt Moen ' Tạp chí Paper gọi nó là "ngoạn mục".

## Diễn biến thương mại 
Khi phát hành, "Black Swan" đã đứng đầu bảng xếp hạng iTunes của hơn 100 quốc gia trên toàn thế giới, bao gồm Hoa Kỳ, Vương quốc Anh, Canada, Pháp, Đức, Nga, Mexico, Brazil và Argentina. Bài hát xếp thứ 57 trên Bảng xếp hạng Hot 100 của Billboard. Ngoài ra, nó đã xuất hiện ở vị trí số 1 trên Bảng xếp hạng doanh số bài hát kỹ thuật số thế giới và ở vị trí số 2 trên bảng xếp hạng doanh số bài hát kỹ thuật số. Đĩa đơn xếp thứ 46 trên Bảng xếp hạng đĩa đơn chính thức của Vương quốc Anh. Nó xếp thứ 3 trong Top 100 Bảng xếp hạng đĩa đơn chính thức và Top 100 bảng xếp hạng tải xuống đĩa đơn chính thức. Nó cũng xếp thứ 9 trên Bảng xếp hạng doanh số bài hát kỹ thuật số Canada và Bảng xếp hạng doanh số 100 đĩa đơn chính thức của Scotland. Bài hát cũng được xếp thứ 20 trong Top 200 toàn cầu, được Spotify công bố vào ngày 17 tháng 1.

## Biểu diễn trực tiếp
BTS đã biểu diễn "Black Swan" lần đầu tiên trong chương trình The late late show với James Corden vào ngày 28 tháng 1. Sau khi phát hành album, ban nhạc đã biểu diễn bài hát trên KBS Music Bank, M Countdown và SBS Inkigayo.
Đối với các buổi biểu diễn của BTS, một vũ đạo của biên đạo múa gốc Brazil, Sergio Reis đã được ủy quyền. Big Hit đã được xem màn trình diễn của nhóm nhảy CDK có trụ sở tại Hà Lan. Những màn trình diễn "có cảm giác" đen tối "tương tự như" những gì mong muốn cho "Thiên nga đen".

## Bảng xếp hạng
| Bảng xếp hạng (2020)                    | Vị trí cao nhất |
| --------------------------------------- | --------------- |
| Úc (ARIA)                               | 87              |
| Áo (Ö3 Austria Top 40)                  | 62              |
| Bỉ (Ultratip Flanders)                  | 23              |
| Canada (Canadian Hot 100)               | 63              |
| Cộng hòa Séc (Singles Digitál Top 100)  | 69              |
| Estonia (Eesti Ekspress)                | 11              |
| Châu Âu Digital Song Sales (Billboard)  | 3               |
| Pháp (SNEP)                             | 117             |
| Đức (GfK)                               | 77              |
| Greece (IFPI)                           | 16              |
| Hungary (Single Top 40)                 | 1               |
| Hungary (Stream Top 40)                 | 37              |
| Ireland (IRMA)                          | 49              |
| Japan (Japan Hot 100)                   | 31              |
| Lithuania (AGATA)                       | 16              |
| Malaysia (RIM)                          | 1               |
| New Zealand Hot Singles (RMNZ)          | 9               |
| Scotland (OCC)                          | 9               |
| Singapore (RIAS)                        | 2               |
| Slovakia (Singles Digitál Top 100)      | 62              |
| Hàn Quốc (Gaon)                         | 7               |
| Hàn Quốc (K-pop Hot 100)                | 4               |
| Sweden (Sverigetopplistan)              | 93              |
| Thụy Sĩ (Schweizer Hitparade)           | 45              |
| Anh Quốc (OCC)                          | 46              |
| Hoa Kỳ Billboard Hot 100                | 57              |
| US Rolling Stone Top 100                | 50              |
| US World Digital Song Sales (Billboard) | 1               |

| Bảng xếp hạng (2020) | Vị trí |
| -------------------- | ------ |
| Hàn Quốc (Gaon)      | 11     |

| Bảng xếp hạng (2020) | Vị trí |
| -------------------- | ------ |
| Hàn Quốc (Gaon)      | 44     |

## Lịch sử phát hành
| Khu vực | Ngày                     | định dạng                  | Hãng đĩa     | Ref.   |
| ------- | ------------------------ | -------------------------- | ------------ | ------ |
| Đa dạng | Ngày 17 tháng 1 năm 2020 | Digital download streaming | Big Hit Ent. | [ 76 ] |